# شورت‌ماهی‌های اصلی
شورت‌ماهی‌های اصلی (نام علمی: Sillago) نام یک سرده از خانواده شورت‌ماهیان است.